# Margarinotus faldermanni
Margarinotus faldermanni är en skalbaggsart som först beskrevs av Sylvain Auguste de Marseul 1861.  Margarinotus faldermanni ingår i släktet Margarinotus och familjen stumpbaggar. Inga underarter finns listade i Catalogue of Life.